# اچ‌ام‌اس رویال جورج (۱۸۲۷)
اچ‌ام‌اس رویال جورج (۱۸۲۷) (به انگلیسی: HMS Royal George (1827)) یک کشتی بود که طول آن ۲۰۵ فوت (۶۲ متر) بود. این کشتی در سال ۱۸۲۷ ساخته شد.